# خوان سيلفا سيرون
خوان سيلفا سيرون (بالإسبانية: Juan Ignacio Silva Cerón)‏ هو لاعب كرة قدم أوروغواياني في مركز الوسط، ولد في 15 يناير 1981 في مونتيفيديو في الأوروغواي. لعب مع بنيارول وديبورتيفو مالدونادو ورامبلا جونيورز وريفر بليت وميرامار ميشنس ونادي تريستينا ونادي رينتيستاس ونادي كوميونيكيشنس ونادي لين.

## وصلات خارجية
- خوان سيلفا سيرون على موقع قاعدة بيانات كرة القدم.إي يو (الإنجليزية)
- خوان سيلفا سيرون على موقع Soccerway.com (الإنجليزية)